# ホッピー神山
ホッピー神山（ホッピーかみやま、本名：神山暁雄、1960年2月22日 - ）は、日本の音楽プロデューサー、キーボーディスト、作曲家、編曲家である。埼玉県志木市出身。埼玉県立浦和西高等学校卒業。八丈島在住。

## 略歴
1978年、長沢ヒロ&HEROに加入。1981年、ファンキー末吉の誘いを受け「爆風銃」に加入するも、1983年に解散。同時期にE.S Islandや近田春夫&ビブラトーンズに参加。
その後、PINKのキーボーディストとして1983年にメジャー・デビュー。
PINK解散後は国内外のアンダーグラウンドシーンを中心に幅広く活躍。日本のアンダーグラウンドシーンを代表するミュージシャンとなる。世界中のアンダーグラウンド・ミュージシャンと親交ネットワークを持つ。
小泉今日子、小林克也、鈴木雅之、氷室京介、大澤誉志幸、センチメンタル・バス、Chara、JUDY AND MARY、アンジェラ・アキ等のプロデュース、アレンジを行う。
舞台芸術では、1994年に宮本亞門『サイケデリック歌舞伎＊月食』や2011年に日舞新作公演『かぐや』を、アップリンク映画『I.K.U』のサントラなどを手掛ける。
数多くのTV-CMの音楽も手掛ける。代表作品は、2004年『トヨタ・カローラフィールダー』や2010年『日本碍子』など。
現在は吉田達也・ナスノミツルとのトリオ大文字など複数のプロジェクトやソロ活動を並行して進める傍ら、プロデューサーとしても数多くの有名・無名アーティストに携わる。インディーズレコードレーベル「God Mountain」を主宰。
2021年「近藤等則」と生前2日前に行われた、事実上、近藤等則ラスト・セッション「TheMantraSessionInMt.Fuji」を発表。
2021年、近藤等則IMAのギタリスト酒井泰三 、ハードコアな要素を持ち合わせた、主にジャズ界で活躍する本田珠也とともにBAkUroSu活動開始、2022年、Cat HolicRecordより「バクロス事情」を発表。

## 楽曲制作を手掛けたアーティスト

### あ行
- asianTrinity
  - 「ピアノコンチェルト」（編曲）
- UP-BEAT
  - 「Eden」（作・編曲）
- アンジェラ・アキ
  - 「ダリア」（編曲・オーケストラアレンジ）
- EBI
  - 「アフリカの蝶」（編曲）
- うしろゆびさされ組
  - 「Dan Dan赤ずきん」（編曲）
- 大沢誉志幸
  - 「クロール」（編曲）
- 大槻ケンヂ
  - 「不必要にヒラヒラついた服」（編曲）
  - 「少女はメッサーシュミットに乗って」（編曲）
- 織田裕二
  - 「TRY」（編曲）

### か行
- 吉川晃司
  - 「Black Corvette」（編曲）
  - 「Jealousy Game」（編曲）
  - 「DUMMY」（編曲）
  - 「Fall in Dream」（編曲）
  - 「Good Night」（編曲）
- GRAPEVINE
  - 「Alright」（編曲）
- 小泉今日子
  - 「3001年のスターシップ」（編曲）
  - 「月は何でも知ってるくせに 知らん顔して輝いている」（編曲）
- 小林克也 & ナンバーワンバンド
  - 「へは平和のへ」（編曲）
- 小林建樹
  - 「Sweet Rendez-vous」（編曲）
- 米米CLUB
  - 「NICE TO MEET YOU」（編曲）

### さ行
- ザ・ポテトチップス
  - 「12月のメロディ」（編曲・プロデュース）
- ZI:KILL
  - 「SLOW DOWN」（編曲）
- シブがき隊
  - 「17番目の孤独」（編曲）
- 篠原ともえ
  - 「an audio」（編曲）
- 鈴木雅之
  - 「ガラス越しに消えた夏」（編曲）
- センチメンタル・バス
  - 「Sunny Day Sunday」（編曲）

### た行
- The Turtles
  - 「ボクはロケットマン」（編曲）
- 種ともこ
  - 「出町柳」（編曲）
- 田原俊彦
  - 「君に出来ないすべて」（編曲）
- Chara
  - 「タイムマシーン」（編曲）
- 鶴
  - 「恋のゴング」（編曲）
- DIR EN GREY
  - 「【KR】cube」（プロデュース）
- TETSU69
  - 「Pretender」（編曲）
- 東京少年
  - 「ハイスクールデイズ」（編曲）
- TOASTGIRL
  - 「怪獣のバラード」（プロデュース）
- 戸川純
  - 「オープンダドー」（編曲）

### な行
- NIRGILIS
  - 「真夜中のシュナイダー」（プロデュース）

### は行
- 氷室京介
  - 「VIRGIN BEAT」（編曲）
- 布袋寅泰
  - 「WIND BLOWS INSIDE OF EYES」（作曲・編曲）

### ま行
- 松永夏代子
  - 「急にさよならと言ったから」（編曲）
  - 「Amaryllis」（編曲）
- 森重樹一
  - 「Time will tell」（編曲）

### や行
- 矢部昌暉・木島杏奈・浅賀玲音・長江崚行・寺田朱里・ファデン咲美亜・椋木マルティン・岡田結実
  - 「ロケット・モグラーに乗って」（作曲）
- 山下久美子
  - 「微笑みのその前で」（コーラスアレンジ）

### ら行
- レピッシュ
  - 「パヤパヤ」（編曲）

## レコーディング参加作品
- 浅川マキ
  - 『こぼれる黄金の砂 -What it be like-』
- UP-BEAT
  - 『Weeds & Flowers』
  - 『Big Thrill』
  - 『GOLDEN GATE』
- 大沢誉志幸
  - 『in・Fin・ity』
  - 『LIFE』
- 吉川晃司
  - 『LUNATIC LION』
  - 『Shyness Overdrive』
- COMPLEX
  - 『COMPLEX』
- 爆風スランプ
  - 『よい』
- 原由子
  - 『Miss YOKOHAMADULT』
- BOØWY
  - 『BEAT EMOTION』
- 布袋寅泰
  - 『GUITARHYTHM』
- 山下久美子
  - 『アニマ・アニムス』
  - 『POP』
  - 『Baby alone』

## 主な参加作品
- 『MAGICAL MYSTERY COVERS』（2018年） - THE GOGGLESのトリビュートアルバム「PLEASE FREEZE ME（プリーズ フリーズ ミー）」（ホッピー神山とジャイケル・マクソンズ）